# Yamuna Kachru
Yamuna Kachru (यमुना काचरु, ( Devanagari ) ) (née le 5 mars 1933 à Purulia, dans le Bengale occidental, en Inde - et morte le 19 avril 2013 à Urbana, dans l'Illinois) est une professeure émérite de linguistique à l'Université de l'Illinois à Urbana-Champaign.

## Carrière
Yamuna Kachru étudie la linguistique au Deccan College de Poona, en Inde, puis à l'Université de Londres. Elle enseigne ensuite l'hindi à la School of Oriental and African Studies de Londres jusqu'à ce qu'elle parte à l'Université de l'Illinois en 1966. Elle occupe le poste de professeur de linguistique à l'Université pendant près de 40 ans.
Elle écrit une grammaire de l'hindi basée sur les développements de la linguistique moderne et est considérée comme une autorité internationale de premier plan sur la grammaire de la langue. Elle publie une série d'articles de recherche en linguistique appliquée, principalement sur le sujet de la créativité linguistique. Elle a également travaillé dans le domaine de l'acquisition d'une langue seconde.
Yamuna Kachru est cofondatrice de l'Association internationale des anglais du monde.

## Récompenses
Yamuna Kachru reçoit en 2004 le prix Padmabhushan Dr. Moturi Satyanarayan.
En septembre 2006, elle reçoit le prix présidentiel du président de l'Inde Avul Pakir Jainulabdeen Abdul Kalam pour ses contributions à l'étude de la langue hindi.

## Vie privée
Elle est l'épouse de son collègue linguiste Braj Kachru. Ils ont deux enfants : le professeur de Stanford Shamit Kachru et la médecin Amita Kachru.